# Anqrati
Anqrati (tiếng Ả Rập: انقراتي) là một ngôi làng Syria nằm ở Saraqib Nahiyah ở huyện Idlib, Idlib. Theo Cục Thống kê Trung ương Syria (CBS), Anqrati có dân số 982 trong cuộc điều tra dân số năm 2004.